# Sierra Pecheur
Sierra Pecheur (* 20. September 1938 in den Vereinigten Staaten) ist eine US-amerikanische Schauspielerin.

## Leben
Pecheur spielte in einigen Filmen, so etwa 1977 als Ms. Bunweill in Robert Altmans Drei Frauen, 1980 als Lorraine Running Water in Clint Eastwoods Bronco Billy, ebenfalls 1980 als Verne Vavoom in Robert Fowlers Below the Belt und 1981 als „Mama“ in David Greenes Jodie – Irgendwo in Texas. Zu den Fernsehserien, in denen sie Auftritte hatte, gehören Polizeirevier Hill Street (1982), Zurück in die Vergangenheit (1990), Raumschiff Enterprise – Das nächste Jahrhundert (1991), in der sie in der Folge Datas Tag die als Botschafterin T’Pel getarnte Subcommander Selok verkörperte und New York Cops – NYPD Blue (1996). Seit dem Jahr 2002 trat sie nicht mehr als Schauspielerin in Erscheinung.

## Filmografie
- 1977: Drei Frauen (3 Women)
- 1978: Eine tödliche Bedrohung (Stranger in Our House, Fernsehfilm)
- 1979: Fürs Vaterland zu sterben (Friendly Fire, Fernsehfilm)
- 1980: Bogie (Fernsehfilm)
- 1980: Bronco Billy
- 1980: Below the Belt
- 1981: The Oklahoma City Dolls (Fernsehfilm)
- 1981: Jodie – Irgendwo in Texas (Hard Country)
- 1982: Polizeirevier Hill Street (Hill Street Blues, Fernsehserie, eine Folge)
- 1983: Der einsame Kampf der Sarah Bowman (Ghost Dancing, Fernsehfilm)
- 1985: Dieses Kind gehört mir (This Child Is Mine, Fernsehfilm)
- 1987: Eine Frau besiegt die Angst (The Betty Ford Story, Fernsehfilm)
- 1989: Die letzte Chance (The Comeback, Fernsehfilm)
- 1989: Falcon Crest (Fernsehserie, eine Folge)
- 1990: Zurück in die Vergangenheit (Quantum Leap, Fernsehserie, eine Folge)
- 1990: Ohne Zeugen (In the Best Interest of the Child, Fernsehfilm)
- 1990: Der Killer ist unter uns (A Killer Among Us, Fernsehfilm)
- 1991: Raumschiff Enterprise – Das nächste Jahrhundert (Star Trek: The Next Generation, Fernsehserie, Folge 4x11: Datas Tag)
- 1992: Lady Against the Odds (Fernsehfilm)
- 1992: Das vierte Gebot (Honor Thy Mother, Fernsehfilm)
- 1993: Kalifornia
- 1993: … und das Leben geht weiter (And the Band Played On, Fernsehfilm)
- 1994: CBS Schoolbreak Special (Fernsehserie, eine Folge)
- 1996: Auge um Auge (Eye for an Eye)
- 1996: New York Cops – NYPD Blue (NYPD Blue, Fernsehserie, eine Folge)
- 1996: Green Plaid Shirt
- 1998: An Eye for Talent (Kurzfilm)
- 2000: The Burkittsville 7 (Kurzfilm)
- 2000: Ein Hauch von Himmel (Touched By An Angel, Fernsehserie, eine Folge)
- 2000: Was Frauen wollen (What Women Want)
- 2002: Katherine (Kurzfilm)